# Mill Creek (Allegheny River)
Der Mill Creek (englisch für „Mühlbach“) ist ein kleiner Bach im Potter County, US-Bundesstaat Pennsylvania.
Er entspringt im Summit Township und fließt zuerst in nördliche Richtung, begleitet von Pennsylvania Route 44. In Sweden Valley biegt der Mill Creek nach Nordwesten und nimmt mit Trout Run und Lyman Creek seine wichtigsten Zuflüsse auf. Später wendet sich der Bach nach Westen und mündet in der Kleinstadt Coudersport in den Allegheny River. Zwischen Sweden Valley und Coudersport folgt der U.S. Highway 6 dem Tal des Mill Creek.
Nach Angabe des USGS ist der Mill Creek etwa 14,3 km lang und hat ein Einzugsgebiet von 81 km².